# Herakles' tolv arbejder
De 12 Arbejder var 12 opgaver der var pålagt Herakles (la. Herkules), sønnen af kongen over de græske guder, Zeus, og hans dødelige elskerinde, Alkmene. Fordi Herakles var gudesøn, havde han særlige egenskaber, der adskilte ham fra de almindelige dødelige som han færdedes blandt. Han havde en styrke som 12 granvoksne mænd, og det gjorde ham i stand til at bekæmpe mange mytologiske væsner igennem hele sin levetid, hvilket også var med til at gøre ham til den største sagnhelte i græsk mytologi og den der dræbte flest uhyrer.
Men Herakles' umenneskelige styrke kunne ikke forhindre hans onde stedmors evige had til ham. Hera, som i græsk mytologi går for at være en slags "modergudinde" og gudinde for hjemmet, var Zeus' hustru og de græske guders dronning. Og Zeus' "sidespring" med Alkmene var ikke hans første, hvis man skal tro sagnene, og netop at Zeus fik en lille halv-gud søn, gjorde Hera mere rasende end nogensinde, og hun besluttede sig for at hade Herakles og gøre alt for at gøre livet surt for ham.
Om De 12 Arbejder går historien, at Herakles blev grebet af et ustyrligt vanvid, som Hera gav ham, der fik ham til at slå sin kone og børn ihjel. Da han igen blev normal og så, hvad han havde gjort, tog han til oraklet i Delfi og spurgte Apollon, hvad han skulle gøre. Han skulle rejse til Mykene og i 12 år tjene kongen der. Kongen over Mykene er hans slægtning, Eurystheus, der fik tronen i stedet for Herakles.
Kong Eurystheus pålagde Herakles at udføre 12 Arbejder, "opgaver", som var umulige at løse for almindelige dødelige. Men Herakles var jo gudesøn, i hvert fald halvt, og han besad den enorme styrke, så han måtte være den rette til de arbejder.
De tolv Arbejder var ifølge Apollodoros fra Athen:
- Den Nemæiske Løve var en løve, der terroriserede Nemea med et skind så sejt, at intet våben kunne trænge igennem. Alligevel lykkedes det Herakles at bedøve løven med sin kølle og  kvæle den med de bare næver. Han flåede den og bar skindet som beskyttelse.

- Den Lernæiske Hydra var nok det mest kendte af Herakles' 12 Arbejder og denne sagnfigur har da også trofast fulgt mange af de filmatiseringer, der har været af Herakles og hans opgaver. Historien var, at hydraen lurede i Lernas sumpe, og at den var en enorm slange med ni hoveder. Da Herakles fandt frem til den, begyndte en svær kamp, for for hver gang Herakles kappede ét af slangens hoveder af, voksede der to nye frem fra samme sted. Herakles vandt dog alligevel kampen, ved at brænde sårene med en fakkel og forhindre, at der voksede nye hoveder frem.

- Den Kerynitiske Hind var et meget hurtigt dyr, som Herakles skulle fange uden at skade den. Den havde bronzehove og horn af guld og levede på Keryneiabjerget. Dyret var helligt for gudinden Artemis, gudinden for jagt i den græske mytologi. Efter at have jagtet hinden i et år, fangede Herakles den i et net

- Det Erymanthiske Vildsvin var et virkelig skræmmende bæst som Herakles fangede i en lænke. Det var så skræmmende et dyr, at kong Eurystheus gemte sig i en krukke, da han så det.

- Kong Augias Stalde var aldrig blevet muget ud, og Herakles skulle gøre det på én dag. Han gjorde det ved at lede to floder gennem stalden.

- De Stymfaliske Fugle var menneskeædende fugle, der havde næb, kløer og vinger af jern. Herakles skræmte dem op fra Stymfalossøen med bækkener og nedlagde dem med pileskud.

- Den Kretiske Tyr hærgede på Kreta og Herakles formåede trods dens brutalitet og størrelse at overmande den og fange den levende.

- Diomedes' Heste var vildheste, som Diomedes fodrede med menneskekød. Herakles dræbte Diomedes og gav hans lig til hestene, som faldt til ro og nemt kunne tæmmes.

- Hippolytes Bælte var kilden til historien om, hvordan Herakles besejrede krigerkvinderne Amazonerne ved at stjæle deres dronning Hippolytes bælte.

- Geryons Kvæg. Geryon var et uhyre med tre kroppe, som vogtede sit kvæg sammen med Orthus, en hund med to hoveder. Herakles dræbte dem begge, drev kvæget hjem og skabte på vejen  Gibraltarstrædet.

- Hesperidernes Æbler blev passet af hesperidenymferne og vogtet af en drage som Herakles måtte dræbe, før at han kunne tage æblerne.

- Kerberos var Herakles' sidste opgave. Eurystheus ville se Herakles fange Kerberos, som var en gigantisk hund med tre hoveder, som vogtede indgangen til Underverdenen. Herakles brødes med bæstet og tog det derpå med op til kong Eurystheus, men returnede det siden til Hades, Underverdenens Gud

## Populærkultur
Agatha Christie's The Labours of Hercules (Hercule Poirots Mesterstykker) med Hercule Poirot i hovedrollen er en moderne version af de tolv arbejder.